# Čremošné
Čremošné (bis 1927 slowakisch „Čriemošno“ oder „Čeremošné“, ungarisch Turócmeggyes – bis 1907 Csremosnó) ist eine Gemeinde in der Nord-Mitte der Slowakei, mit 83 Einwohnern (Stand 31. Dezember 2024). Sie liegt im Okres Turčianske Teplice, der wiederum zum Bezirk Žilinský kraj gehört.

## Geographie

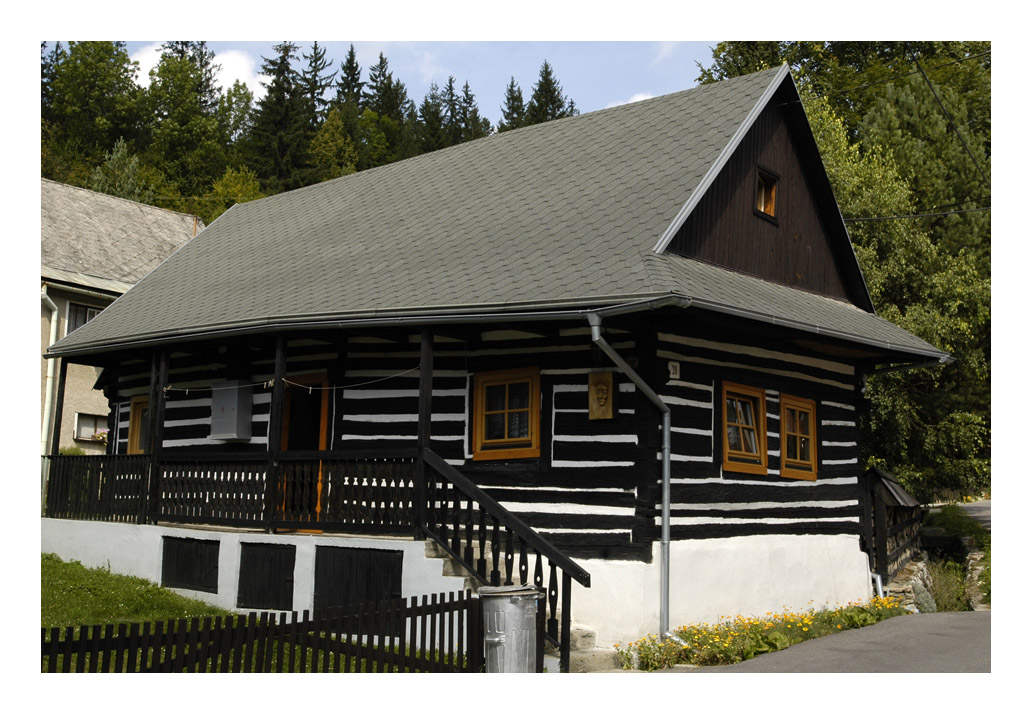
Ein Haus in Čremošné

Die in der traditionellen Landschaft Turz liegende Gemeinde befindet sich am südwestlichen Hang der Großen Fatra bei der Verbindung mit den Kremnitzer Bergen, am Bach Smolický potok. Das Ortszentrum liegt auf der Höhe von 650 m n.m. Čremošné ist 4 Kilometer von Turčianske Teplice und 30 Kilometer von Martin entfernt.
Bei Čremošné befindet sich der Čremošné-Tunnel, der längste Eisenbahntunnel der Slowakei.

## Geschichte
Der Ort wurde zum ersten Mal 1340 erwähnt. Zunächst war sie im Besitz verschiedener Adelsfamilien und war 1520–1848 Eigentum der Stadt Kremnitz.

## Bevölkerung
| Jahr:                | 1994. | 2004.   | 2014.   | 2024.   |
| -------------------- | ----- | ------- | ------- | ------- |
| Anzahl der Personen: | 95    | 87      | 85      | 83      |
| Unterschied:         |       | -8,42 % | -2,29 % | -2,35 % |

| Jahr:                | 2023. | 2024.   |
| -------------------- | ----- | ------- |
| Anzahl der Personen: | 80    | 83      |
| Unterschied:         |       | +3,75 % |